# جامع القبلانية
جامع القبلانية من مساجد بغداد الأثرية، ولقد أنمحى وأندرس أثره وأصبح حالياً سوقاً تجارية تسمى سوق هرج، وجدد بناءهُ قبلان مصطفى باشا والي بغداد في عهد الدولة العثمانية عام 1088هـ/1677م، وبعد ذلك جدد عمارته سليمان باشا الكبير والي بغداد، وشيد فيهِ مدرسة علمية وجعل فيها خزانة كتب تضم نوادر المخطوطات وذلك في عام 1205هـ/1790م، وبلغت مساحة الجامع حوالي 2000م2 تقريباً، وتعلوه مئذنة وعدد من القباب الصغيرة، وقد نظم بعض الشعراء تاريخ تجديد المسجد وعمارة المدرسة في هذا البيت:
سنة 1205 هـ.
وتم تهديم الجامع وبنيت في جزء من مساحته مبنى عمارة جعل الطابق الثاني مصلى عوضاً عنهُ، ولم يبق من الجامع سوى الحجرة المطلة على سوق المغازجية والتي تضم رفاتين من علماء بغداد هما: الإمام أحمد القدوري المتوفي عام 428هـ/1037م، صاحب كتاب (مختصر القدوري)، وهو كتاب في الفقه الحنفي، والإمام محمد الوتري صاحب القصائد الوترية.
ولقد تصدر للتدريس في مدرسة الجامع علماء كثيرون ومنهم العلامة السيد يوسف العطا مفتي بغداد، ومن بعدهِ الشيخ قاسم القيسي، ومن بعدهِ الشيخ نجم الدين الواعظ، وكان في المدرسة مجلس وعظ يقيمه الملا مصطفى ثم من بعدهِ الشيخ محمد عباس ومن بعدهِ الشيخ نعمان الأعظمي واعظ بغداد،  وشهد الجامع احداثاً دينية مهمة.